# ChatMrE
《ChatMrE》是香港歌手呂爵安的單曲，於2023年5月8日在數位平台正式發行並翌日派台。歌曲以人工智能作為主題，描述人工智能對人類的利弊。

## 製作背景
黃偉文在社交平台上載了有關於AI代替其的貼文，並覺得這個題材可以寫首詞。其後呂爵安留言稱想要，最終進是次合作。這是亦是黃偉文和呂爵安第5次合作。

## 曲目
1. ChatMrE
  - 作曲：陳思翰
  - 作詞：黃偉文
  - 編曲：陳思翰
  - 監製：Edward Chan

## 製作團隊
- 所有樂器：Hans陳思翰
- Additional Strings Programming ： Edward Chan
- 和音：呂爵安／Edwin Tong
- ProTools Editing ：Edward Chan／Hans陳思翰／Key Ng
- 聲音錄製：Edward Chan／Mountain Hui@Heaven Studio
- 混音：Hans陳思翰／Edward Chan
- 母帶製作：Matthew Sim

## 音樂錄影帶
《ChatMrE》的錄影帶由導演Kwokin及Kelly Cheuk操刀。MV上由形象到畫面上都充滿科幻感，除了Edan身上的Gear例如頭盔、服飾外，臉上的銀珠等，都帶著超現實的感覺。呂爵安在MV中化身AI機械人，並邀請到試當真校花王紫影擔任主角們之一。
Edan過往的MV女主角都會成為MV推出當期的熱話。這次MV與過往非常不同，一次找來14位來自不同背景的女生擔起拍攝的任務。
2023年5月和6月《ChatMrE》MV榮獲多個國際獎項:《Los Angeles Cinematography Awards》Best Producer & Best Music Video Cinematography (洛杉磯電影攝影獎最佳製作人及最佳音樂錄影帶攝影)， 《New York International Film Awards》Best Music Video (紐約國際電影獎最佳音樂錄影帶)，《Paris Art and Movie Awards》Best Music Video (巴黎藝術及電影獎最佳音樂錄影帶)，及《Sweden Film Awards》Best Music Video (瑞典電影獎最佳音樂錄影帶)。
MV的其中一位導演Kelly Cheuk亦表示：「希望香港觀眾能夠藉由外國評審的眼光，重新理解本地音樂錄像創作的寬度和深度，一點點開闊視野和創作人一同享受更多精彩作品。」，希望藉著是次製作為香港大眾帶來新的體驗，令更多人欣賞香港影視作品。

## 電台派台成績

### 叱咤903專業推介 走勢
| 周次     | 第21周  | 第22周 | 第23周  | 第24周  |
| 放榜日期 | 5月27日 | 6月3日 | 6月10日 | 6月17日 |
| 榜上位置 | 10      | 15     | 18      | 15      |
| -------- | ------- | ------ | ------- | ------- |

### 新城知訊台 勁爆本地榜 走勢
| 周次     | 第26周 | 第27周 | 第28周  |
| 放榜日期 | 7月1日 | 7月8日 | 7月15日 |
| 榜上位置 | 12     | 11     | 4       |
| -------- | ------ | ------ | ------- |

### 加拿大至 HIT 中文歌曲排行榜
| 周次     | 第21周  | 第22周 | 第23周  | 第24周  | 第25周  | 第26周 |
| 放榜日期 | 5月27日 | 6月3日 | 6月10日 | 6月17日 | 6月24日 | 7月1日 |
| 榜上位置 | 17      | 11     | 7       | 3       | 2       | 3      |
| -------- | ------- | ------ | ------- | ------- | ------- | ------ |

## 串流平台榜單表現

### 日榜
| 地區     | 音樂串流平台 | 榜單               | 最高排名 |
| -------- | ------------ | ------------------ | -------- |
| 臺灣     | KKBOX        | 粵語新歌日榜       | 3        |
| 新加坡   | KKBOX        | 粵語新歌日榜       | 8        |
| 马来西亚 | KKBOX        | 粵語新歌日榜       | 18       |
| 臺灣     | KKBOX        | 粵語單曲日榜       | -        |
| 新加坡   | KKBOX        | 粵語單曲日榜       | 1        |
| 马来西亚 | KKBOX        | 粵語單曲日榜       | 7        |
| 日本     | KKBOX        | 亞洲新歌日榜       |          |
| 香港     | KKBOX        | 本地新歌日榜       | 1        |
| 香港     | KKBOX        | 本地單曲日榜       | 1        |
| 香港     | KKBOX        | 綜合新歌日榜       | 1        |
| 香港     | KKBOX        | 綜合單曲日榜       | 1        |
| 香港     | MOOV         | 日日新歌Top 100    | 8        |
| 香港     | MOOV         | 日日熱播Top 100    |          |
| 香港     | iTunes       | 單曲榜（所有語言） | 1        |
| 香港     | Apple Music  | 單曲榜（所有語言） | 1        |
| 香港     | Spotify      | 香港前200名        | 10       |
| 香港     | Spotify      | 香港瘋傳前50名     | 1        |